# Landsting (dänisches Mittelalter)

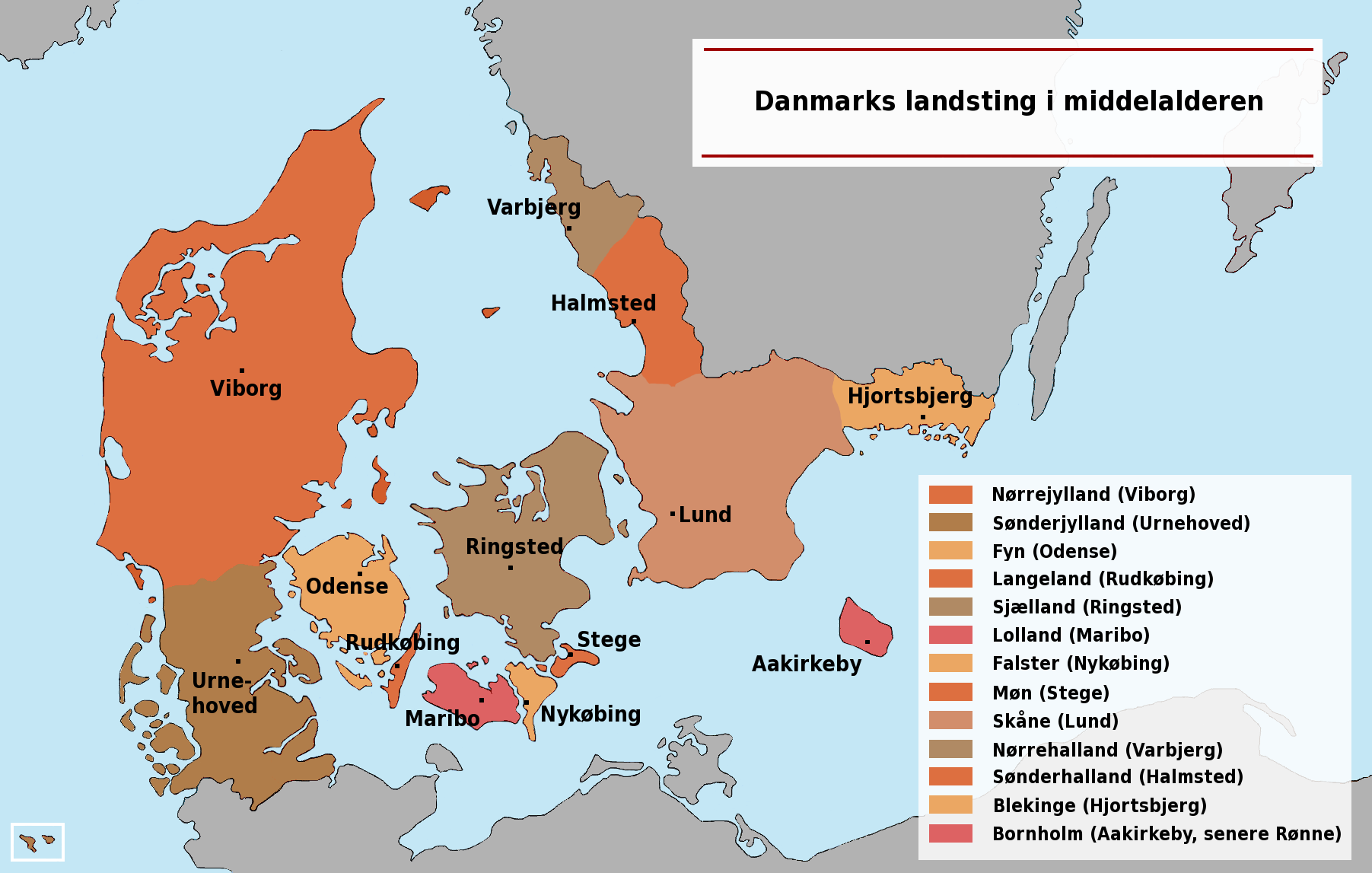
Die dreizehn dänischen Landstinge im Mittelalter

Das Landsting war im Mittelalter eine Versammlung freier und waffentragender Männer eines bestimmten Landesteils in Dänemark. Anfänglich hatten die Landstinge umfangreiche Aufgaben, verloren dann jedoch im späten Mittelalter ihre politische Funktion an den König und den Adel. Sie behielten aber ihre Funktion als Rechtsinstanz zwischen König und den einzelnen Hardentingen.
Dänemark war im Mittelalter in mehrere Landesteile wie z. B. Nørrejylland und Sønderjylland (Nördliches und Südliches Jütland), Seeland und Schonen eingeteilt. Insgesamt gab es 13 Landstinge. Jedoch bildeten sich im Laufe des Mittelalters die Landstinge in Viborg (Nørrejylland), Ringsted (Seeland) und Lund (Schonen) als zentrale Tingversammlungen heraus.
In Sønderjylland (dem späteren Herzogtum Schleswig) fand das Landsting in Urnehoved statt. Im 19. Jahrhundert entstand mit der Schleswigschen Ständeversammlung als eines von vier Provinzialständeversammlungen im Dänischen Gesamtstaat abermals ein regionales Entscheidungsgremium in Sønderjylland bzw. im Herzogtum Schleswig. 